# Robert Saizi
Robert Gomez Saizi (ur. 5 lipca 2003 w Blantyre) – malawijski piłkarz grający na pozycji napastnika w klubie Zanaco FC.

## Kariera klubowa

### Nyasa Big Bullets FC
Saizi grał dla Nyasa Big Bullets FC w sezonie 2022.

### Bangwe All Stars
Saizi trafił do Bangwe All Stars w 2023 roku. Zdobył dla nich 9 bramek i zaliczył 4 asysty.

### Zanaco FC
Saizi przeszedł do Zanaco FC 18 stycznia 2024 za 13,5 miliona kwach malawijskich (ok. 7200 euro). Podpisał z nimi dwuletni kontrakt, a Zanaco zagwarantowało sobie 20% kwoty od następnej sprzedaży.

## Kariera reprezentacyjna
| Mecze i gole w reprezentacji | Mecze i gole w reprezentacji | Mecze i gole w reprezentacji | Mecze i gole w reprezentacji | Mecze i gole w reprezentacji      | Mecze i gole w reprezentacji | Mecze i gole w reprezentacji | Mecze i gole w reprezentacji         |
| Malawi U-23                  | Malawi U-23                  | Malawi U-23                  | Malawi U-23                  | Malawi U-23                       | Malawi U-23                  | Malawi U-23                  | Malawi U-23                          |
| Lp.                          | Data                         | Miejsce                      | Gospodarz                    | Gość                              | Wynik                        | Gol                          | Rozgrywki                            |
| ---------------------------- | ---------------------------- | ---------------------------- | ---------------------------- | --------------------------------- | ---------------------------- | ---------------------------- | ------------------------------------ |
| 1.                           | 28.03.2022                   | Kadriye                      | Togo U-23                    | Malawi U-23                       | 3:0                          |                              | Mecz towarzyski                      |
| Malawi                       |                              |                              |                              |                                   |                              |                              |                                      |
| Lp.                          | Data                         | Miejsce                      | Gospodarz                    | Gość                              | Wynik                        | Gol                          | Rozgrywki                            |
| 1.                           | 07.07.2023                   | Umlazi                       | Zambia                       | Malawi                            | 0:1                          |                              | Puchar COSAFA 2023                   |
| 2.                           | 09.07.2023                   | Umlazi                       | Malawi                       | Komory                            | 2:0                          |                              | Puchar COSAFA 2023                   |
| 3.                           | 16.07.2023                   | Umlazi                       | Południowa Afryka            | Malawi                            | 0:0 k. 5:3                   |                              | Puchar COSAFA 2023                   |
| 4.                           | 09.09.2023                   | Lilongwe                     | Malawi                       | Gwinea                            | 2:2                          | Gol                          | PNA 2023 – kwalifikacje              |
| 5.                           | 17.11.2023                   | Monrovia                     | Liberia                      | Malawi                            | 0:1                          |                              | Mistrzostwa Świata 2026 – eliminacje |
| 6.                           | 21.11.2023                   | Lilongwe                     | Malawi                       | Tunezja                           | 0:1                          |                              | Mistrzostwa Świata 2026 – eliminacje |
| 7.                           | 23.03.2024                   | Lilongwe                     | Malawi                       | Kenia                             | 0:4                          |                              | Mecz towarzyski                      |
| 8.                           | 26.03.2024                   | Lilongwe                     | Malawi                       | Zambia                            | 1:2                          |                              | Mecz towarzyski                      |
| 9.                           | 06.06.2024                   | Lilongwe                     | Malawi                       | Wyspy Świętego Tomasza i Książęca | 3:1                          |                              | Mistrzostwa Świata 2026 – eliminacje |